# Václav Urbánek (sexuolog)
Václav Jindřich Urbánek (* 29. března 1952, Havlíčkův Brod) je český lékař, sexuolog-androlog, gynekolog-porodník a vědecký pracovník se spoluúčastí na výuce.

## Biografie
Narodil se v rodině úředníka Státní banky československé Václava Urbánka (1914–1985) a učitelky odborných předmětů Ludmily Urbánkové, rozené Krátké (1912–2003). Sestra Mgr. et Mgr. Ludmila Novotná (1947–2016) středoškolská profesorka, absolventka fakulty pedagogické s červeným diplomem a filozofické fakulty. Mezi významné předky patří děd Jindřich Hošek Přibyslavský (1884–1958), ředitel měšťanských škol, básník a spisovatel – právě on dal při křtinách Václavovi druhé jméno Jindřich. Od r. 1981 rozvedený a jeho životní partnerkou je Renata Melichová (* 1967) – ekonomka, manažerka, finanční, materiálová a majetková účetní. Z manželství má dceru Mgr. et Mgr. Janu Urbánkovou (* 1978), která je teoložkou a promovala dvakrát s červeným diplomem.

### Vzdělání
Středoškolské vzdělání získal v letech 1967–1970 na Střední všeobecně vzdělávací škole (SVVŠ) v Havlíčkově Brodě, kde maturoval s vyznamenáním. Tam také absolvoval Lidovou školu umění (v letech 1962–1969) v oboru klavír.
V letech 1970–1973 navštěvoval Lékařskou fakultu Univerzity Karlovy v Hradci Králové a od r. 1973 pokračoval na Fakultě všeobecného lékařství na Univerzitě Karlově v Praze, kde v r. 1976 promoval (MUDr.).
Základní vojenskou službu podstoupil v letech 1976–1977 (od r. 1991 hodnost kapitána zdravotnické služby v záloze).
R. 1980 složil atestační zkoušku z gynekologie a porodnictví.
Při zaměstnání studoval na Lidové konzervatoři v Praze obor sólový zpěv (1984–1987).
Atestační zkoušku ze sexuologie vykonal v r. 1992, r. 1998 se stal kandidátem lékařských věd (CSc.). V r. 2002 absolvoval doškolovací kurz při 1. LF UK v Praze "Jak správně publikovat v lékařské vědě".

### Kariéra
- 1977–1987 gynekolog a porodník ve Fakultní nemocnici v Praze – Motole,
- 1988–2018 odborný a později vědecký pracovník v Sexuologickém ústavu 1. lékařské fakulty Univerzity Karlovy a Všeobecné fakultní nemocnice v Praze.

Od r. 1988 se věnuje výzkumu, diagnostice a terapii poruch v celé šíři oboru lékařská sexuologie. Odborník na poli sexuálních dysfunkcí, sexuálních deviací, neplodnosti páru i matrimoniologických konsekvencí pohlavního soužití. Obzvlášť detailně analyzoval sexuální život žen po léčbě zhoubného novotvaru rodidel nebo prsu. Dlouhodobě se uplatňoval v oblasti léčebně preventivní, sexuálně výchovné a naučně popularizační.
Mezi jeho aktivity pedagogické, průběžně uskutečňované ve sféře pregraduální i postgraduální patřila výuková spoluúčast v Akademii J. A. Komenského, 2008–2012 vyučoval na Pedagogické fakultě Univerzity Hradec Králové. V letech 1991–1992 působil v Poradně pro rodinu, manželství a mezilidské vztahy hlavního města Prahy, 1999-2002 člen zdravotnické komise Obvodní rady v Praze 2, 1995–2016 soudní znalec pro obor zdravotnictví, odvětví sexuologie.
Člen České lékařské komory, člen České lékařské společnosti Jana Evangelisty Purkyně, a to odborné společnosti Sexuologické, Gynekologicko-porodnické, Psychiatrické, od r. 1991 člen Společnosti pro plánování rodiny a sexuální výchovu (SPRSV).

## Občanské a společenské aktivity
Převážně v 90. letech byl aktivní v různých časopisech, např. Bravo girl, Manuela, Dívka, Dáma, Flirt, For men; a v rádiích, zejména Bonton, City. Od r. 1975 Klub přátel Karla Gotta, 1985–1991 Pěvecký sbor ČVUT Praha (umělecký vedoucí Harry Macourek), kolem roku 2000 působil jako hostující moderátor a zpěvák pražské skupiny America Country Band.
- 1992–1996 v rámci spolupráce s Nezávislou erotickou iniciativou byl přispěvatelem a také členem redakční rady časopisu Československý NEI Report,
- 1994–1997 Občanská demokratická strana,
- 1997–2010 Unie svobody - Demokratická unie,
- 2008–2010 předseda Okresní organizace US-DEU v Praze 2,
- 2008 kandidát ve volbách do Senátu Parlamentu ČR (za koalici US-DEU a Strany pro otevřenou společnost),
- 2008 certifikát přijetí do encyklopedie osobností "Who is ...? (v České republice)",
- od r. 2011 člen občanského sdružení (později spolku) s celostátní působností, s názvem Humanističtí ateisté,
- 2015 přijetí do mezinárodní encyklopedie „Britishpedia – Encyklopedie osobností České a Slovenské republiky“.

## Publikační činnost
MUDr. Urbánek je autorem a spoluautorem přibližně 145 publikací ve vědeckých časopisech, českých i zahraničních. Aktivně se účastní mnoha domácích i zahraničních medicínských kongresů a konferencí.

### Výběr z publikací
- Urbánek, V.: Sexualita žen po léčbě maligního tumoru prsu a rodidel. Kandidátská disertační práce, Praha, Univerzita Karlova, 1997, 152 s. + 7 příloh.
- Urbánek, V., Kofránek, J., Albl, M.: Die Wirkung des behandelten Brustkrebses auf die sexuellen Funktionen der Frau. Zentralblatt für Gynäkologie, 116, 1994, s. 390–397.
- Urbánek, V., Weiss, P., Kofránek, J., Albl, M.: Influence de la période post - opératoire sur la fonction sexuelle aprés mastectomie pour cancer du sein. Sexologies (revue européenne de sexologie médicale), 5, 1996, č. 19, s. 6–10.
- Urbánek, V., Kofránek, J., Zvěřina, J., Albl, M., Weiss, P.: Die Wirkung des behandelten Genitalkrebses auf die sexuellen Funktionen der Frau. Zentralblatt für Gynäkologie, 118, 1996, s. 9–17.
- Lemež, P., Urbánek, V.: Cryopreservation of sperm from patients with leukemia. Is it worth the effort? Cancer, 86, 1999, č. 10, s. 2184–2185.
- Urbánek, V.: Somatické nemoci a sexualita ženy. Moderní gynekologie a porodnictví, 14, 2005, č. 1, s. 35-40.
- Urbánek, V., Weiss, P.: Sexuální rehabilitace u žen se zhoubnými nádory reprodukčních orgánů. In: Onkogynekologie. Grada Publishing, 1. vydání, Praha 2009, s. 295–303.
- Urbánek, V.: Léčiva používaná k terapii erektilní dysfunkce. In: Remedia Compendium. Panax Co, 4. vydání, Praha 2009, s. 567–571.
- Urbánek, V.: Jaká role či postavení přísluší v sexualitě člověka komponentě spirituální? XVI. konference O sexualitě a lidských vztazích, Uherské Hradiště, 2015, sborník příspěvků.
- Broulík, P. D., Urbánek, V., Libanský, P.: Eighteen – year effect of androgen therapy on bone mineral density in trans(gender) men. Hormone and Metabolic Research, 50, 2018, č. 2, s. 133–137.